# Marcus Keupp
Marcus Matthias Keupp (* 29. September 1977 in Freiburg im Breisgau) ist ein deutscher Militärökonom und Künstler. Als Dozent an der Militärakademie der ETH Zürich unterrichtet er angehende Berufsoffiziere der Schweizer Armee und beschäftigt sich in seiner Forschung insbesondere mit militärischer Logistik.
Im Zuge des Russisch-Ukrainischen Krieges gelangte Keupp ab 2022 zu einer größeren Bekanntheit durch die mediale Berichterstattung, wo er häufig als Interviewpartner in Erscheinung trat. Seine These vom März 2023, dass Russland im Oktober 2023 den Krieg gegen die Ukraine strategisch verloren haben werde, wurde kontrovers diskutiert. Keupp nahm zur Grundlage seiner These mathematische Berechnungen zu Daten über Russlands geschätzte Panzerbestände, Materialabnutzungsquoten und Produktionskapazitäten.

## Leben
Keupp leistete nach dem Abitur Zivildienst und studierte von 1997 bis 2003 Betriebswirtschaftslehre an der Universität Mannheim. Im Rahmen seines Studiums verbrachte er von 2000 bis 2001 ein Auslandsjahr an der Universität Warwick in Großbritannien. Im Jahr 2004 ging er in die Schweiz, um am Institut für Technologiemanagement der Universität St. Gallen promoviert zu werden. Er schloss die Promotion 2008 mit einer empirischen, betriebswirtschaftlichen Arbeit ab: Subsidiary initiatives in international research and development. Im selben Jahr hielt er sich als Gast an der Universität Peking auf. Für seine Habilitation blieb er an der Universität St. Gallen und erhielt dort 2013 die Lehrbefugnis als Privatdozent. Seit Januar 2013 arbeitet Keupp als Dozent für Militärökonomie an der Militärakademie der ETH Zürich, der Ausbildungsstätte für die Berufsoffiziere der Schweizer Armee.

## Positionen
Seine Forschung befasst sich insbesondere mit Fragen der Versorgungssicherheit (kritische Infrastruktur, Cybersecurity, moderner Wirtschaftskrieg), Herausforderungen internationaler Wirtschaftsbeziehungen (Distributions- und Transformationsprozesse internationalen Handels) sowie mit klassischen militärökonomischen Fragen unter einem institutionsökonomischen Blickwinkel. Keupp hat seit dem russischen Überfall auf die Ukraine öffentliche Bekanntheit gewonnen und ist ein häufig geladener Gast im öffentlichen wie privaten Fernsehen wie auch häufiger Interviewpartner in den Printmedien.

### Sanktionen und Embargos
Keupp kritisierte im Mai 2022 speziell die Vorschläge zu Öl- und Gasembargos, die immer auf eine Angebotsverknappung von Öl und Gas für die EU-Staaten hinausliefen und so deren Preise nach oben trieben. Dies sei auch einer der zentralen Inflationstreiber. Stattdessen wäre es nötig, mehr Angebot auf den Weltmarkt zu werfen, etwa indem das iranische Atomabkommen erneuert würde, und so „den Markt mit Öl zu fluten“. Hierdurch würden Energiepreise fallen, die europäische Inflation gedrosselt werden und die Einnahmen des russischen Staates sinken. Auch sei es eine absolute Fehlannahme, dass ein Öl-Boykott den russischen Kriegsverlauf negativ beeinflussen würde. Die russische Kriegswirtschaft funktioniere unabhängig vom Energieexportgeschäft. Der eigentliche Krieg sei für Russland sehr günstig und unabhängig von westlicher Technologie: Das Kriegsgerät stamme zumeist noch aus Sowjetreserven, die Treibstoffe für die Mobilität entstammten dem eigenen Land und Rohstoffe für neue Rüstungsgüter habe Russland genug. Ein Gas-Boykott (oder das Ausbleiben von Gas-Lieferungen) hätte fatale Auswirkungen für die europäische Industrie, die dann aufgrund des Mangels herunterfahren müsste, während die internationale Konkurrenz weiterproduzieren würde. Deutschland würde so in eine starke Rezession gleiten. Auch eine schnelle Substitution mit Flüssigerdgas sei für einige Länder wie Deutschland unrealistisch. Die weltweiten Kapazitäten seien zu gering und bereits auf Jahre ausgebucht worden. Die wirtschaftlichen Effekte von Sanktionen gegenüber russischen Oligarchen stufte Keupp als gering ein, während härtere Schritte der Enteignung von der Rechtsordnung kaum gedeckt seien. Zudem hätten viele bereits ihr Vermögen aus sanktionierenden Ländern (wie der Schweiz) abgezogen, hin in nicht-sanktionierende Länder wie Dubai, Israel oder die Türkei.
In Bezug auf Fragen der Nahrungsmittelknappheit forderte Keupp im Mai 2022 mehr Nüchternheit. Nahrung werde überwiegend dort verbraucht, wo sie auch angebaut werde. Weltweit gebe es kein Problem der Nahrungsmittelknappheit. Es gebe vordergründig ein Preis- und Logistikproblem. Und hieran müsse zügig gearbeitet werden, indem beispielsweise finanzielle Unterstützung für die ärmsten afrikanischen Länder über die UN bereitgestellt werde.
Das Hauptproblem Russlands (Stand Mai 2022) sei die mangelnde Beschaffbarkeit von Vorprodukten und Ersatzteilen in der produzierenden Industrie. Die Importsubstitution sei Russland trotz Bemühungen bis dato nicht gelungen. Die in den letzten Jahre vorangetrieben Diversifizierung der russischen Volkswirtschaft werde so torpediert; Angestellte ausländischer Unternehmen verlören ihre Arbeitsplätze. Russland habe seine starke ökonomische Ausgangslage und Zukunftsperspektive verspielt. Es handle sich um ökonomischen Selbstmord, um die Rückabwicklung einer Volkswirtschaft hin zu einem Entwicklungsland.
Die Sanktionen würden eine Bankenkrise in Russland auslösen und, so Keupp im März 2022, „der Kollaps des russischen Finanzsystems [sei] nur noch eine Frage von Tagen“. Danach beendete die russische Zentralbank die freie Konvertierbarkeit des Rubels und führt seither Währungsmanipulationen durch, um den Kurs künstlich zu stützen (u. a. Kapitalverkehrskontrollen). In den darauf folgenden Monaten verdoppelte der Rubel seinen Wechselkurs zum Dollar und erreichte ein 7-Jahres-Hoch. Keupp nannte Androhungen von Putin, nur noch gegen Rubel Gas zu verkaufen, eine „Drohgebärde“ und eine Verbalintervention der Zentralbank zur Stützung des Rubels. Er betonte die Chancen, die sich aus einer westlich orientierten Ukraine ergäben.

### Militärische Einschätzungen
Auf die Frage, weshalb Russland derartige Probleme im Krieg habe, nannte Keupp im Mai 2022 zahlreiche Faktoren. Erstens sei der übergriffige Umgang (Dedowschtschina) mit den eigenen Soldaten zu nennen (bereits seit dem Zarenreich), was die Moral der Truppe untergrabe. Zweitens habe sich insbesondere am Anfang des Krieges eine schlampige Operationsführung gezeigt. Das heiße, Systeme seien einzig aufgrund falscher oder fehlender Wartung (oder mit leeren Tanks) liegengeblieben, nicht weil sie abgeschossen worden seien. Drittens sei die Logistik häufig durch geringe Transportfähigkeit überfordert gewesen, weil sich die russisch-sowjetische Logistik auf einen 150 km Radius von einem Eisenbahn-Versorgungspunkt ausrichte; es sei der Ukraine gelungen, diese Routen mit sehr einfachen Mitteln empfindlich zu stören. Viertens gebe es ein Korruptionsproblem unter manchen Kommandanten und lokalen Politikern, die diese Probleme weiter befeuerten. Fünftens fehle Russland militärisch das Moment der Überraschung. Die Ukrainer seien vorbereitet und angestammt im Gebiet; deshalb rechne er mit einem langen Abnutzungskrieg. Russland sei wohl lernfähig und nehme die Ukraine nun als Gegner ernst.
Bei der Frage nach der Legitimität von Waffenlieferungen verwies Keupp auf Kapitel 7 der UN-Charta (insbesondere Artikel 51). Die Frage bei schweren Waffenlieferungen (Panzer, Artillerie) sei seiner Auffassung nach diffiziler. Da jedoch der Offensiv-Charakter der gelieferten Systeme nicht zum Tragen komme, sondern sie defensiv verwendet würden, gelte ihre Lieferung wohl als legitimiert. Es zeige sich nur, dass es sich um einen Krieg der Weltanschauungen handle, der nicht durch Besänftigungen gegenüber Russland gewonnen werden könne. Es gehe, auch bei Besuchen von Politikern in der Ukraine, um die militärische Zukunft Europas. Die von Keupp im Spätsommer angekündigte, erfolgreiche Großoffensive der Ukraine bei Cherson zeige, wie das 21. Jahrhundert – die Ukraine – gegen das 20. Jahrhundert – Russland – kämpfe, da Russland technologisch auf Altbestände bis zum Ende der 90er Jahre zurückgreife. Die Chancen Russlands in diesem Kampf bewertet Keupp als gering: An der Panzertruppe zeige sich exemplarisch, dass der Westen die Effektivität der Russischen Streitkräfte sogar noch überschätzt habe. Russland gingen die Panzer aus, von 2700 einsatzfähigen Panzern seien bereits 1100 schon abgeschossen, Russland verlöre täglich 5,5 Panzer. Das hieße, dass in 280 Tagen (d. h. am 29. Juni 2023) Russland keine Panzer mehr besitzen werde. In einem Interview äußerte sich Keupp optimistisch für die Ukraine: Die Ukraine habe die Initiative erkämpft und werde diese auch nicht mehr aus den Händen geben: „nichts [an den Bedingungen des Winters] wird die Ukraine davon abhalten, in diesem Winter eine weitere Offensive durchzuführen“, während Russland nur dilettantisch improvisiere. Im Weiteren bezeichnete Keupp die mobilisierten russischen Truppen als „Kanonenfutter“, das „verheizt“ werde. Russland habe Ausfallquoten von 400 bis 600 Mann am Tag, die russische Ausrüstung – falls es welche gäbe – sei „aus irgendwelchen ex-sowjetischen Depots zusammenimprovisiert“ und habe eine „negative Kampfkraft“. Die einzige Funktion der mobilisierten russischen Soldaten sei es, zu sterben, bis die regulären russischen Truppen und die Wagner-Söldner sich im Hinterland eingegraben hätten. „Das ist das zynische Kalkül dieser mobilisierten Truppen. Das dürfen Sie jetzt aber nicht verwechseln mit Offensivpotenzial. Für das Offensivpotenzial haben sie weder gut ausgebildete Truppen, noch haben sie genügend operationelle Reserven.“ Als besonders entscheidend bewertet Keupp den Angriff dreier Tupolew-141 Drohnen auf die Militärflugplätze Engels-2 und Djagilewo: diese seien eine neue Realität für die Russen, eine Blamage der russischen Flugabwehr, und alle potentiellen Ziele im 1000-km-Aktionsradius der Drohne seien nun nicht mehr sicher. Damit gewönne die Ukraine nicht nur die Initiative im ukrainischen Kampfraum, sondern auch in Russland selber.
Den Beschuss des ukrainischen Stromnetzes bzw. der kritischen Infrastruktur durch Russland bezeichnete Keupp als Terrorangriffe; sie seien Verstöße gegen Artikel 22 und 23 der Haager Landkriegsordnung. Militärisch hätten diese Angriffe keinen Wert und Russland verbrauche so teure Raketen, von denen es nur einen begrenzten Vorrat besitze. Der fortdauernde Beschuss der zivilen Infrastruktur sei an der Grenze zum Genozid, der die Lebensgrundlage der Bevölkerung zerstören solle.
Zur Gefahr eines möglichen Nuklearkriegs äußert Keupp sich kritisch gegenüber der gängigen Medienberichterstattung. Es werde zumeist nicht zwischen dem Einsatz von Interkontinentalraketen und taktischen Nuklearwaffen unterschieden. Den begrenzten Einsatz von taktischen Nuklearwaffen hält er für ein gänzlich ungeeignetes Mittel. Der Einsatz wäre kaum effizient, weil die ukrainischen Verbände mobil und stark verteilt kämpfen und die Waffen parallel die russischen Truppen mit gefährdeten. Auch die immense Gefahr einer weiteren nuklearen Eskalation würde in keinem Verhältnis zu den Kriegszielen und den weiterhin verbleibenden konventionellen Möglichkeiten stehen.
Auf die Gefahr eines Einsatzes von Nuklearwaffen angesprochen, meinte Keupp, dass Russland mit dem nuklearen Säbel rassele, aber gleichzeitig eine Luftverteidigung habe, die „nicht mal low-tech-Drohnen aus den Siebzigern und Achtzigern erkennen“ könne. Im Falle eines Nukleareinsatzes müsse es mit einem verheerenden NATO-Gegenschlag rechnen. Daher werde Russland nichts unternehmen, um diese Nuklearwaffen zum Einsatz zu bringen. Der Hauptwert der Nuklearwaffen für Russland bestehe in der Angst vor diesen Waffen, die in der westlichen Öffentlichkeit, insbesondere in Deutschland grassiere. Bezüglich der Haltung Deutschlands und der deutschen Öffentlichkeit sagte Keupp: „Wenn es in der Sicherheitspolitik auf Deutschland ankäme, wären wir längst Teil des russischen Imperiums.“ und weiter, „Deutschland kommt aus einer langen pazifistischen Tradition und muss sich zuerst einmal von den Illusionen verabschieden, die man seit 1970 aufgebaut hat. Die größte Illusion davon ist, dass die Sicherheit mit Russland möglich wäre.“ In Bezug auf die – später revidierte – Absage des deutschen Verteidigungsministers Pistorius, Kampfpanzer an die Ukraine zu liefern, antwortete Keupp auf eine Frage zur Vermeidung einer weiteren Eskalation des Krieges, er sei es „seit beinahe einem Jahr Krieg leid, diesen Unsinn zu hören: es geht nicht, man kann nicht und es hätte sowieso keinen Sinn. Selbstverständlich hat das Sinn und Wirkung. Vielleicht sind wir nach 20 Jahren russischer Propaganda so durchseucht von diesem Gedanken, es geht nicht und man kann nicht, dass man dies gar nicht mehr hinterfragt.“
Im März 2023 prognostizierte Keupp, wie schon Ende 2022, Russland werde den Krieg in der Ukraine bis Oktober 2023 strategisch verloren haben, weil es – basierend auf den täglichen Verlustraten an Mensch und Material – dann zu keinen militärischen Offensiven mit schwerem Gerät mehr in der Lage sei. Das bedeute, so Keupp, aber nicht automatisch ein Ende des Krieges. Dabei zog Keupp Parallelen zur militärischen Lage Russlands in der Ukraine mit der bereits im Jahr 1944 verlorenen militärischen Lage der Achsenmächte.
Im April 2024 hielt Keupp an seiner im März 2023 geäußerten Einschätzung fest, dass Russland den Krieg bereits im Herbst 2023 „strategisch verloren“ habe. Putin mache „weiter, obwohl er den Krieg eigentlich im Herbst 2023 hätte abbrechen müssen.“ Die Produktionsrate von Rüstungsgütern in Russland könne, so Keupp, nicht mit der Abnutzungsrate schritthalten. Die russische Kampfführung, die auf Masse ausgerichtet sei, werde „technologisch immer schlechter“. Die russische Reserve an Panzern von fast 3000 Stück sei aufgebraucht. 2024 und 2025 könne Russland den Krieg sicher noch weiterführen, aber sie bekämen „zunehmend ein Zeitproblem“. Russland habe auf lange Sicht „gegen das Industriepotential des Westens keine Chance [...] USA, Südkorea, Pakistan, ganz Westeuropa“ produziere gegen Russland.
Im Juni 2024 sagte Keupp unter anderem, dass Russland zwischen 300 und 500 Panzer pro Jahr neu bauen könne. Allerdings habe Russland seit Februar 2022 eine Verlustrate von vier Panzern pro Tag. Das Szenario, dass Russland seine Panzerangriffe am Boden einstellt um sich über 10 Jahre hinweg eine neue Armee mit 5000 Panzern aufzubauen, „der Europa nichts entgegenzusetzen hat“, ist seiner Meinung nach „nicht weit hergeholt“.
Im September 2024 sagte Keupp: „Auf die Frage, wann Russland die Masse an Material ausgehen wird, haben Osint-Analysten unterschiedliche Schätzungen errechnet: Die optimistischen gehen von Ende 2025 aus, die pessimistischen von Ende 2027. Alles unter der Voraussetzung, dass die bisherige Abnutzungsrate bleibt.“ Erneut wies Keupp jedoch auch auf das massive Hochrüsten Russlands, insbesondere auf die Panzerproduktion, hin.
Im Oktober 2024 kommentierte Keupp rekurrierend auf seine häufiger geäußerte Prognose, dass der Krieg für Russland strategisch verloren sei, dass diese Prognose voraussetzt, dass die Ukraine vom Westen ausreichend unterstützt wird. Der Unterstützung mangele es jedoch am Willen des Westens, der Ukraine ausreichend Material zur Verfügung zu stellen. In diesem Zusammenhang kritisierte Keupp den Westen scharf.
Im Juli 2025 äußerte Keupp, dass die russische Kriegswirtschaft stabilisierend auf die ansonsten fragile russische Wirtschaft wirke. Finanziell habe Russland verschiedene Möglichkeiten den Krieg weiterzuführen, auch wenn dies mit einem Verlust der als Goldreserven angelegten staatlichen Rücklagen und einem weiteren Wohlstandverlust einhergehe. Keupp räumte ein, dass die Ukraine mit den Ressourcen, die sie habe und die ihr zur Verfügung gestellt würden, die russische Besatzung weder beenden noch signifikant verringern könne. Aufgrund kriegsbedingter materieller und personeller Erschöpfung sei das Jahr 2025, so Keupp, aber auch für Russland das letzte Jahr, „den Krieg überhaupt noch irgendwie voranzubringen.“ Eine auf Krieg umgestellte Wirtschaft könne jedoch nicht einfach auf eine zivile Produktion zurückgestellt werden, da auch ein normaler Außenhandel, wie er vor dem Krieg herrschte, aufgrund der Sanktionen unmöglich für Russland geworden sei. Die Frage, ob wirtschaftliche Aspekte ein maßgebliches Motiv beim russischen Überfall auf die Ukraine gewesen sind, verneinte er und begründete dies mit den Kriegskosten, die in keinem vorteilhaften Verhältnis stünden zu dem Wert der Rohstoffe, die Russland in der Ukraine in Besitz nehmen könnte.

### Verhältnis zu Russland nach einem Ende des Ukraine-Krieges
Keupp prognostizierte im Herbst 2022 eine langfristige Gegnerschaft und eine Gefahr für Europa durch Russland, weshalb es gelte, die Ukraine auch nach einem Ende des Krieges militärisch zu unterstützen.
„Es ist klar, was wir für ein Russland bekommen werden, nach diesem Krieg, egal wie der Krieg ausgeht: Es wird entweder ein totalitäres Russland sein, das ein Sicherheitsrisiko darstellen wird für Westeuropa, oder es wird ein Russland sein, das in Zerfall und Niedergang übergeht – mit den gleichen Konsequenzen.“

### Kritik am Pazifismus und demManifest für Frieden
Keupp kritisierte scharf das Manifest für Frieden von Alice Schwarzer und Sahra Wagenknecht. Aus den Mündern von linken Politikern und Aktivisten höre man gegenwärtig Sätze, die früher sonst nur Nationalsozialisten ausgesprochen hätten. Die Vertreter des Manifests redeten von Frieden und meinten damit Unterwerfung. Dem Manifest, das die Ukraine zur Verfügungsmasse erkläre, warf er eine zutiefst „koloniale Attitüde“ vor, welche an „wilhelminische Zeiten“ erinnere. Keupp erinnerte bei seiner Kritik auch an das von Russland gebrochene Budapester Abkommen und an das erfolglose Minsk-II-Abkommen.

## Werke

### Sachbücher
- Die Illusion der Abschottung. Brexit, Lockdown und die Zukunft. Springer, 2021, ISBN 978-3658349561.
- Spurwechsel: Die neue Weltordnung nach Russlands Krieg, Quadriga, ISBN 978-3869951539

### Publikationen zur Militärökonomie
- The Security of Critical Infrastructures, Springer Gabler, 2020, ISBN 978-3-030-41826-7.
- Militärökonomie, Springer Gabler, 2019, ISBN 978-3-658-06146-3.
  - Englische Übersetzung: Defense Economics, Springer, 2021, ISBN 978-3-030-73815-0.

### Ausstellungen und Publikationen
- via zug, 2011, Kuratierte Kunstausstellung der Stadt Zug
- 30 räume – 31 positionen, 2010–2011, Museum Modern Art Hünfeld
- modular, 2012, Die neue Sachlichkeit, ISBN 978-3-942139-15-1.
- spam, sex, & random thoughts, 2014, Kerber Verlag, ISBN 978-3-86678-962-3.
- corporate slave, 2017, Kerber Verlag, ISBN 978-3-7356-0361-6.
- grafik16, Zürich
- grafik17, Zürich